# Pannaria
Pannaria  Delise ex Bory (strzępiec) – rodzaj grzybów z rodziny strzępcowatych (Pannariaceae). Ze względu na współżycie z glonami zaliczany jest do grupy porostów.

## Systematyka i nazewnictwo
Pozycja w klasyfikacji według Index Fungorum: Pannariaceae, Peltigerales, Lecanoromycetidae, Lecanoromycetes, Pezizomycotina, Ascomycota, Fungi.
Synonimy nazwy naukowej: Amphinomium Nyl., 
Lepidogium Clem. & Shear,
Lepidoleptogium A.L. Sm., 
Pannaria subgen. Lepidoleptogium (A.L. Sm.) P.M. Jørg., 
Trachyderma Norman.
Nazwa polska według W. Fałtynowicza.

## Niektóre gatunki
- Pannaria aenea Müll. Arg. 1896
- Pannaria centrifuga P.M. Jørg. 2001
- Pannaria conoplea (Ach.) Bory 1828 – strzępiec obrębiasty
- Pannaria crenulata P.M. Jørg. 1983
- Pannaria crustata Stirt. 1873
- Pannaria decipiens P.M. Jørg. & D.J. Galloway 1992
- Pannaria delicata P.M. Jørg. & D.J. Galloway 1999
- Pannaria dichroa (Hook. f. & Taylor) Cromb. 1877
- Pannaria dissecta P.M. Jørg. 2001
- Pannaria durietzii (P. James & Henssen) Elvebakk & D.J. Galloway 2003

Nazwy naukowe na podstawie Index Fungorum.  Nazwy polskie według W. Fałtynowicza.